# National Council (Osttimor)
National Council NC beziehungsweise East Timor National Council ETNC übernahm von 2000 bis 2001 in Osttimor, in Nachfolge des National Consultative Councils (NCC), während der Übergangsverwaltung der Vereinten Nationen (UNTAET) die Rolle eines Parlaments und die Vertretung der Bevölkerung.

## Mitglieder
Der Rat sollte zunächst 33 Sitze haben. Letztlich entschied man sich am 20. Oktober 2000 aber für 36 Mitglieder.
Im Rat saßen je ein Vertreter der 13 Distrikte, sieben Vertreter des Conselho Nacional de Resistência Timorense (CNRT), sechs Repräsentanten anderer politischer Kräfte und drei Vertreter der Gemeinden der Katholiken, Protestanten und Muslime. Die restlichen sieben Repräsentanten in diesem Übergangsparlament vertraten die Jugend und Studenten, Frauengruppen, das Forum der Nichtregierungsorganisationen, die Arbeiter-, Berufs- und Bauernverbände und die Geschäftswelt. Die Mitglieder des NC wurden vom UN-Sonderbeauftragter für Osttimor Sérgio Vieira de Mello ernannt.
Clementino dos Reis Amaral saß für die KOTA, eine Partei im CNRT im NC, galt aber als pro-indonesischer Integrationist. Offiziell wurden die Integrationisten durch den moderaten Salvador Ximenes Soares (BRTT), Aliança Araújo (PNT) und den unabhängigen José Estevão Soares vertreten. Die FRETILIN-Vertreterin Cipriana da Costa Pereira galt als ebenso unbekannt, wie die UDT-Repräsentantin Maria Lacruna, obwohl sie schon zuvor im NCC gewesen waren. Beide Parteien waren bereits im August 2000 aus dem CNRT ausgetreten.
Alphabetische Aufzählung, soweit bekannt (Vertreter für/von):
1. Clementino dos Reis Amaral (KOTA/CNRT)[6][7]
2. Anselmo da Costa Aparicio (UDC/CNRT)[8]
(Sitz eventuell von Alexandre Magno Ximenes übernommen)[5]
3. Aliança Araújo (PNT)[8]
4. Manuel Carrascalão (Geschäftsleute)[7]
5. José António da Costa (katholische Kirche)[6]
6. José Estevão Soares (pro-Integrationist, unabhängig)[5]
7. Maria Odete Faria (Distrikt Dili)[6]
8. Angela Freitas (Partido Trabalhista/CNRT)[7]
9. Maria de Fátima Wadhoomall Gomes (Protestanten)[9]
10. Laurentino Domingos Luis de Gusmão (APODETI)[8]
11. Xanana Gusmão (CNRT),[7]
 am 2. April 2001 ersetzt durch José Ramos-Horta[6][10]
12. Eusébio Guterres (Arbeiter)[5]
13. Aniceto Guterres Lopes (Nichtregierungsorganisation Yayasan Hak)[6][11]
14. Maria Lacruna (UDT)[5]
15. Jesuinha de Oliveira (Distrikt Liquiçá)[9]
16. Ágio Pereira (PSD/CNRT)[8]
17. Cipriana da Costa Pereira (FRETILIN)[8]
18. Milena Pires (Frauenorganisationen)[6]
19. Gregório Saldanha (Jugend/Studenten)[8]
20. Albino da Silva (Distrikt Lautém, ab Januar 2001)[12]
21. Avelino Coelho da Silva (PST/CNRT)[7]
22. Salvador Ximenes Soares (BRTT)[8]
23. Maria Terezinha Viegas (Bauernschaft)[9]
24. Imam Muslim (Muslime)[5]
25. Sitz für Pro-Integrationisten am 20. Oktober 2000 noch vakant[5]
26. Sitz für Berufsverbände am 20. Oktober 2000 noch vakant[5]
27. ? (Distrikt Aileu)
28. ? (Distrikt Ainaro)
29. ? (Distrikt Baucau)
30. ? (Distrikt Bobonaro)
31. ? (Distrikt Cova Lima)
32. ? (Distrikt Ermera)
33. ? (Distrikt Manatuto)
34. ? (Distrikt Manufahi)
35. ? (Distrikt Oecusse-Ambeno)
36. ? (Distrikt Viqueque)

## Geschichte
Am 21. Juni 2000 vereinbarten UNTAET und der CNRT die Neuordnung des NCC. Grundlage wurde die UNTAET Regulation No. 2000/24 vom 14. Juli 2000.
Die erste Sitzung des NC fand am 23. Oktober 2000 statt. Bei der ersten Sitzung wurde Xanana Gusmão zum Sprecher des NC gewählt. Am 29. März 2001 legte Xanana Gusmão überraschend sein Amt als Sprecher und sein Mandat im NC nieder. Für ihn übernahm Manuel Carrascalão, der Vertreter der Geschäftsleute im NC, den Vorsitz. Nachrücker als Vertreter des CNRT wurde der bisherige Außenminister José Ramos-Horta.
Da viele Mitglieder des NC an den Wahlen zur verfassunggebenden Versammlung am 30. August 2001 teilnehmen wollten, wurde der NC am 14. Juli 2001 aufgelöst. Aus der verfassunggebenden Versammlung wurde mit Entlassung Osttimors in die Unabhängigkeit am 20. Mai 2002 das Nationalparlament Osttimors.